# Temuco
Temuco város Chilében, Araucanía régió fővárosa, a Temucói egyházmegye püspöki székvárosa. A város Santiagótól délre 670 kilométerre található. A várost 1881. február 24-én alapították, mint erődöt. 1 évvel később kezdtek kialakulni az első főbb utcák. 1888. április 15-én tartották az első önkormányzati választásokat, ahol José del Rosario Munoz lett az első polgármester. A város gyorsan nőtt, 1895-ben már 7708 lakosa volt. Amikor Cautin tartománnyá vált, Temuco lett a fővárosa.
Temuco Chile középső-déli részén fekszik, nagyjából félúton a Csendes-óceán és az Andok között. A város környéke tipikus dél-közép chilei. Tűlevelű erdők a préri közepén, az Andok lábainál. Ezen a területen sok gyümölcs és haszonnövény terem, és sok vörösfenyő és tölgyerdő található itt. A sok növényzet ellenére a levegő nem túl jó minőségű, mivel a fűtéshez fát használnak. Temuco éghajlata mediterrán jellegű, magas hőmérséklettel és páratartalommal. Ciklonok és anticiklonok váltják egymást. A nyár száraz és rövid. Az éves középhőmérséklet 12 °C.
2002-ben a város lakossága 245 347 fő volt. 1992 és 2002 között a város lakossága majdnem 25%-kal nőtt. Temuco lakosai különböző származásúak. Nagy részük baszk, kasztíliai vagy más spanyol területekről származik.
2010 februárjában 8,8-es erősségű földrengés rázta a meg Chilét, mely Temucóban is éreztette hatását. 2011. január 2-án újabb, 7,1 erősségű rengés következett be, a várostól 100 kilométerre északnyugatra.

## Nevezetességek
- Szent József-székesegyház, modern stílusú templom

## Fordítás
- Ez a szócikk részben vagy egészben  a   Temuco című angol Wikipédia-szócikk ezen változatának fordításán alapul.  Az eredeti cikk szerkesztőit annak laptörténete sorolja fel. Ez a jelzés csupán a megfogalmazás eredetét és a szerzői jogokat jelzi, nem szolgál a cikkben szereplő információk forrásmegjelöléseként.